# 汽车工程学会巴哈大赛

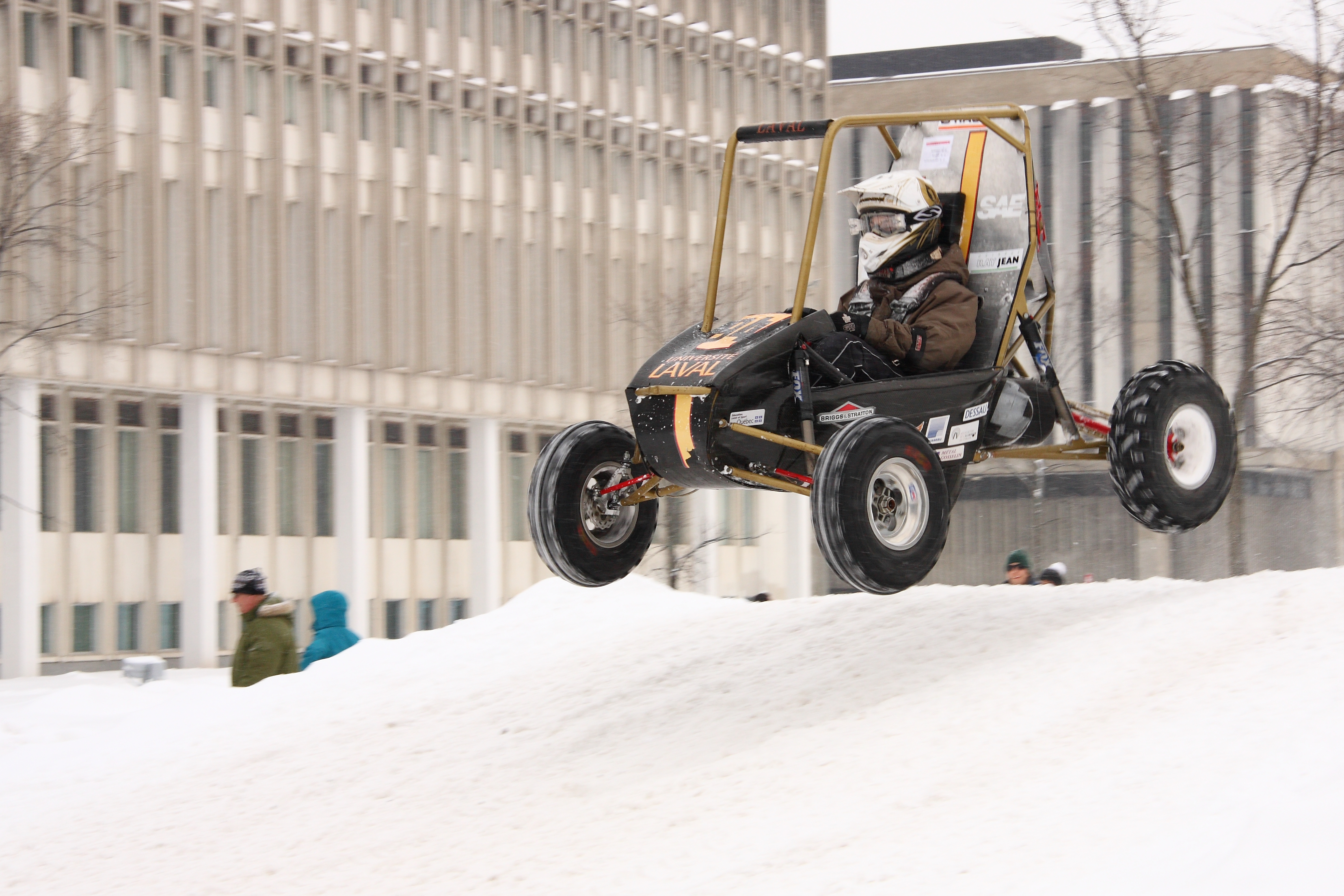
第六届巴哈北方挑战赛，举办于加拿大魁北克省拉瓦尔大学。

汽车工程学会巴哈大赛（英文：Baja SAE）， 是一项由高等院校、职业院校汽车及相关专业在校生组队参加的越野汽车设计、制造和检测的比赛，由国际汽车工程师学会（英文：SAE International）发起。比赛内容是参赛的队伍根据比赛规则和赛车制造标准，设计并制造一辆单座的小型越野车进行比赛。
在中国大陆，中国汽车工程协学会在2015年引进了该比赛，称为中国汽车工程学会巴哈大赛（英文：Baja SAE China，简称BSC），但中国汽车工程学会巴哈大赛未经过国际汽车工程师协会批准、认可或授权。